# Regizor de jocuri video
Un regizor de jocuri video este o persoană care se ocupă cu majoritatea aspectelor care contribuie la creația unui joc video.  Acest titlu este cel mai des folosit în jocuri făcute în Japonia.

## Regizori celebri
- Hideo Kojima este cunoscut pentru creația seriei Metal Gear.
- Shigeru Miyamoto este des numit ca fiind „creatorul” personajelor Nintendo, cum ar fi Mario, Donkey Kong, și câțiva alții. A regizat Super Mario Brothers pentru Nintendo Entertainment System.
- Hironobu Sakaguchi este cunoscut pentru regia seriei Final Fantasy (I-III) pentru Nintendo Entertainment System precum și (IV - V) pentru Super Nintendo Entertainment System.
- Tetsuya Nomura a regizat multe din jocurile recente ale Square Enix, ca și Kingdom Hearts și seria Final Fantasy.
- Chris Archer este cunoscut pentru regia seriei de jocuri Spider-Man.